# 埃維人
埃維人 ( Ewe people或 Eʋedukɔ́} ，埃維人的國家)是一個位於多哥的民族群體，長期以來埃維人在多哥的國家政治和經濟生活中起著主導的作用。

## 民族人口分布與語言

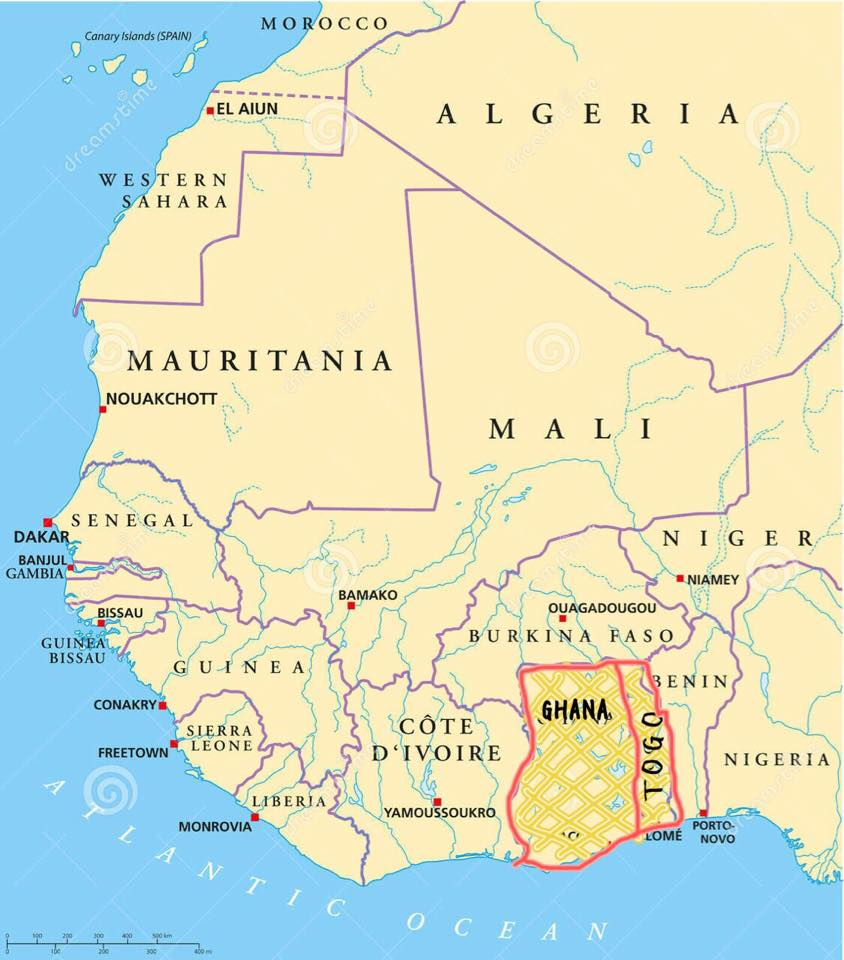
埃維人-人口分布

### 人口分布
埃維人的祖先原住今貝寧境內凱圖一帶。 16世紀末，受約魯巴人排擠，被迫西遷，在莫諾河以東作短暫停留後，進而在奴瓦查一帶定居。 17世紀中葉，埃維人內部發生分裂，許多人到沃爾特河下游、沿海平原及內陸薩瓦納草原地帶開闢新居住區。到17世紀末，先後建立起120個土邦，並形成3個主要分支：即沃爾特河西岸的安格洛人，沃爾特河東岸的正統埃維人，以及多哥東南部和貝寧西南部的瓦蒂人。

### 語言
埃維人可分為瓦奇人、米納人、阿賈人、馬赫人、烏拉人、維姆努人等支繫，操埃維語，是一種通行於迦納、多哥和貝寧的尼日尔-刚果语系格貝語支的語言，其使用者約有六百萬人。其他與埃維語相關、同屬格貝語支的語言有豐語、格恩語、夫拉菲拉語(Phla Phera)和阿扎語等。同時就如其他格貝語支的語言一般，埃維語是種聲調語言，也就是說，對不同的單詞而言，即使彼此間其他部份的發音一樣，只要聲調不同，它的意義就可能會有所不同。

## 地理環境
座落在西非，位於迦納和多哥之間。沿岸为平原、盆地，海濱多沙洲、潟湖。
為熱帶草原和熱帶雨林氣候。

## 歷史沿革
據考證，埃維人最初居住在今尼日利亞與貝寧交界的南部地區，中世紀由於受到約魯巴王國擴展的影響，被迫西遷移至今多哥南部和加納東南沿海平原一帶。

## 社會、家庭與婚姻

### 父系社會
埃維人傳統的社會結構和組織形式建立在父系血統親族關係之上，按父系續譜、居住和繼承財產，實行族外婚姻。氏族首領由大家族的長老擔任，其議事會由各家族的顯赫人物及軍事首領組成。氏族首領既是世襲的，又必須經過議會的選舉來確認。傳統社會盛行一夫多妻制，婚娶多以牲畜作為彩禮。

### 酋長制
家庭是埃維人社會的基層單位，並保存氏族部落組織，實行酋長制。酋長係由貴族成員中選舉產生。

## 產業與生活

### 傳統產業
埃維人大多從事農業，實行輪作制，種植玉米、穀子、薯類、稻穀、可可和油棕；沿海地區居民從事漁業；潟湖地區居民從事鹽業。

### 手工類與貿易
民族手工業十分發達，金屬冶煉、紡織印染、陶器制作等技術久負盛名。區域性貿易自古以來比較發達。長期以來埃維人在多哥的國家政治和經濟生活中起著主導的作用

## 信仰與節日

### 傳統宗教
非洲人大多相信祖先超脫了死亡，生活在精神世界之中。關于祖先的歸宿，不同的共同體看法不盡相同。有的族體，如阿巴盧亞人、巴尼亞盧旺達人]]、伊博人等，認為祖先的靈魂可能是在地下、在地府之中；有的共同體則認為祖先生活在蒼穹的天堂時，如埃維人、布須曼人和曼武-芒古圖人，認為祖先的住所是太陽、月亮或星星，或者在東方，許多非洲民族認為他們的祖先起源于東方，即太陽升起的地方。
根據《普世宣教手冊》[[加納南部的沃爾塔（Volta）地區，是埃維人的主要聚居地，此外還有許多漁民。但由於這地方的固有傳統和保守勢力特別強大，是個較少聽聞福音的地區。雖然宣教士試圖將福音傳給埃維人，但絕大多數人仍然信奉泛神教，拒絕認識耶穌基督。

## 文化與藝術

### 音樂
鼓在非洲黑人舞蹈音樂中起著引領舞曲節奏的重要作用。它決定舞蹈的韻律，也決定著舞蹈的風格特點。非洲黑人舞蹈表演用的鼓有上百種：木鼓、水鼓、戰鼓、葫蘆鼓等等。表演時用的小鼓可用手握，大的鼓要使人站在凳子上敲打。鼓的周圍常裝飾有鈴鐺等飾物，更增強了舞蹈音樂的節奏感。對西非的國家如加納、多哥和貝寧的埃維人來說，鼓樂具有更多的意義。在這些國家，鼓樂不僅出現在舞蹈和儀式中，甚至還出現在學校的歷史課上。另外，還有一些關於戰爭的有趣鼓樂，人們通過擊鼓，講述戰爭中的戰略和英雄事蹟。

### 舞蹈
加納安洛——埃維人的阿格貝闊舞，它包括多種舞蹈步型，每種都由領鼓擊出恰當的節奏音型引出，並用那種音型繼續下去。每種音型都不間斷地重復多次，並用另一組動作同下一種音型聯繫起來，使舞者達到一個新的起點，可準備跳下一步型。以上這幾種舞蹈都是需要演員在公演之前的排练中掌握好的；還有一些舞蹈有更多的即興表演，舞者可以對基本動作作出不同的加工處理，但要和舞蹈的领鼓手或其他器樂家演奏的节奏線相一致，因為整个舞蹈受這種節奏線的支配。在加納東南部，安洛埃維（Anlo Ewe）婦女喜歡跳[[塔卡達舞（Takada），通過擊鼓，向男人挑戰。在[[多哥，人們喜歡跳阿齊亞舞（Atsia），通過擊鼓，來表達男人與女人的不同品質。在貝寧，埃維人的一個分支部落喜歡跳阿佐胡舞（Adzohu），通過擊鼓，來敬拜他們的神。

## 現況
埃維人曾於18世紀初在努尼查建立國家，後來因受到葡、德、英、法等西方殖民主義者的入侵，整體民族遭到分割，同族的多數人迄今仍然居住在加納境內。

埃維人的國旗